# Gornja Lepenica
Gornja Lepenica (szerbül: Горња Лепеница), település Bosznia-Hercegovinában, Srbac községben, Bosanska krajina területén, a Szerb Köztársaságban. 

## Fekvése
Bosznia-Hercegovina északi részén, Banja Lukától légvonalban 45, közúton 65 km-re északkeletre, községközpontjától légvonalban 14, közúton 17 km-re délkeletre, a Motajica-hegység területén, 150-350 méteres tengerszint feletti magasságban, a Lepenica-patak felső folyásánál található.

## Népessége
| Nemzetiségi csoport | Népesség 1991 | Népesség 2013 |
| ------------------- | ------------- | ------------- |
| Szerb               | 346           | 249           |
| Bosnyák             | 0             | 0             |
| Horvát              | 0             | 0             |
| Jugoszláv           | 0             | 0             |
| Egyéb               | 5             | 0             |
| Összesen            | 351           | 249           |

## Története
Lepenica középkori múltjáról a régi temetőben fennmaradt késő középkori sírkövek tanúskodnak. Ezek a sírkövek a kereszténység főáramlatának behódolni nem akaró, eredetileg Boszniában élő bogumilok díszesen faragott középkori sírkövei voltak. A legrégebbi ilyen sírkövek a 12. század második feléből származnak, de csak a 14-15. században terjedtek el. A térség 1878-ig tartozott az Oszmán Birodalomhoz, ekkor a berlini kongresszus határozata alapján az Osztrák-Magyar Monarchia része lett. 1879-ben az első osztrák-magyar népszámlálás során a Berbiri járáshoz tartozó Lepenica településnek 55 háztartása és 381 ortodox lakosa volt. 1910-ben a Prnjavori járáshoz tartozó településen 84 háztartást, 175 ortodox, 361 római katolikus és 1 muszlim lakost találtak. A monarchia szétesésével 1918-ban előbb a Szerb-Horvát-Szlovén Királyság, majd 1929-től a Jugoszláv Királyság része. 1921-ben a községnek 170 háztartása és 496 lakosa volt. Az 1929-es törvény értelmében, amikor Bosznia-Hercegovinát négy banovinára, Drinskára, Vrbaskára, Zetskára és Primorskára osztották, a település a Vrbaska banovina része lett, amelynek székhelye Banja Luka volt Jugoszlávia megszállása után a Független Horvát Állam (NDH) része lett. A második világháború után a település a szocialista Jugoszláviához tartozott. A daytoni békeszerződést követő területfelosztásnál a település Srbac község részeként a Szerb Köztársaság területéhez került. 

## Kultúra
A Gornja Lepenica-i nyári ökotáborban fiatal önkéntesek vesznek részt, és Durova faluban piknikezőhelyet alakítanak ki. A tábort a szerbiai „Milenijum” civil szervezet szervezi, mely 18 és 30 év közötti fiatalokat tömörít. Az önkéntesek falibikókákat és hintákat, asztalokat, padokat építettek, kiépítették a piknikezőhelyen átfolyó patakot, valamint egy kisegítő létesítményt is építettek, ahol akár aludni is lehet. A tábor ideje alatt számos kreatív műhelyt tartanak A tábornak nemzetközi jellege is van, hiszen Angliából, Franciaországból, Csehországból és más európai országokból is ellátogattak önkéntesek a szerbiai piknik területére.

## Nevezetességei
Kraljev Sto késő középkori temető 2 darab fennmaradt stećak sírkővel.